# Huangbeiqiao
Huangbeiqiao (kinesiska: 黄陂桥, 黄陂桥乡) är en socken i Kina. Den ligger i provinsen Hunan, i den södra delen av landet, omkring 150 kilometer sydväst om provinshuvudstaden Changsha. Antalet invånare är 28524. Befolkningen består av 13 801 kvinnor och 14 723 män. Barn under 15 år utgör 20,0 %, vuxna 15-64 år 67 %, och äldre över 65 år 11,0 %.
Genomsnittlig årsnederbörd är 1 592 millimeter. Den regnigaste månaden är maj, med i genomsnitt 235 mm nederbörd, och den torraste är oktober, med 45 mm nederbörd.